# Munsvattnet
Munsvattnet är en sjö i Strömsunds kommun i Jämtland och ingår i Ångermanälvens huvudavrinningsområde. Sjön har en area på 0,592 kvadratkilometer och ligger 524,3 meter över havet. Sjön avvattnas av vattendraget Hällingsån (Guostabielejukke).

## Delavrinningsområde
Munsvattnet ingår i det delavrinningsområde (713002-143439) som SMHI kallar för Utloppet av Munsvattnet. Medelhöjden är 614 meter över havet och ytan är 4,8 kvadratkilometer. Räknas de 44 avrinningsområdena uppströms in blir den ackumulerade arean 170,64 kvadratkilometer. Hällingsån (Guostabielejukke) som avvattnar avrinningsområdet har biflödesordning 3, vilket innebär att vattnet flödar genom totalt 3 vattendrag innan det når havet efter 308 kilometer. Avrinningsområdet består mestadels av skog (81 procent). Avrinningsområdet har 0,59 kvadratkilometer vattenytor vilket ger det en sjöprocent på 12,3 procent.